# Кенникотт, Роберт
Ро́берт Ке́нникотт (13 ноября 1835, Новый Орлеан — 13 мая 1866, Аляска) — американский натуралист, герпетолог.

## Биография
Родился в Новом Орлеане. Из-за слабого здоровья и проблем с дыханием Кенникотт не учился в регулярной школе, вместо этого проводя много времени на свежем воздухе. Образованием мальчика занимался его отец — ботаник Джон Альбертц.
С 1853 года Роберт Кенникотт работал помощником Спенсера Фуллертона Бэрда в Смитсоновском институте в Вашингтоне. В апреле 1859 года он отправился собирать образцы в субарктическую тайгу на северо-запад Канады (совр. бассейны рек Маккензи и Юкон) и далее в арктическую тундру. Благодаря дружбе с представителями компании Гудзонова залива Кенникотт получил возможность собирать предметы материальной культуры коренных народов (инуитов и канадских метисов) для отправки их в Смитсоновский институт. В 1862 году он вернулся в Вашингтон.
В 1864 году Кенникот наряду с Уильямом Хили Доллом участвовал в экспедиции Русско-американского телеграфа, призванной установить возможные пути прокладки телеграфной линии между Северной Америкой и Россией в Беринговом море. Старт экспедиции был дан в апреле 1865 года в Сан-Франциско, но споры между руководителями экспедиции помешали реализовать затею в полной мере. Дойдя до Ванкувера, Кенникотт почувствовал себя плохо. После его выздоровления, в августе 1865 года, экспедиция продолжила путь к северу Аляски. В мае 1866 года, поднимаясь вверх по течению реки Юкон, Роберт Кенникотт скончался от внезапного сердечного приступа.
Тело Кенникотта вернулось в его родной дом в штате Иллинойс спустя почти год, так как его предпочли перевозить не по неразведанным диким лесам Канады, а по территории России и Японии.

## Память
В честь Кенникотта названы ледник, долина, река, бывшие медные рудники. Последняя местность записана с ошибкой.
В 2001—2018 годах в Смитсоновском институте исследовали изучали учёного, чтобы установить причину его смерти. В результате исследования было установлено, что причиной смерти стала остановка сердца. Очевидно, Кенникотт страдал QT-синдромом, осложнённый принимаемым учёным препаратом стрихнина, который, по мнению Кенникотта, должен был облегчить его страдания. С разрешения родных его тело вошло в коллекцию анатомии человека в Смитсоновском университете.
Трёхмерная реконструкция его лица выполнена в Смитсоновским институте путём сканирования черепа учёного с применением компьютерных технологий.

## Труды
- Kennicott, R. (1855). «Catalogue of animals observed in Cook County, Illinois». Ill. State Ag. Soc. Trans. for 1853—1854 1: 577—595.
- Kennicott, R. (1856). «Description of a new snake from Illinois». Acad. Nat. Sci. Phil. Proc. 8: 95-96.
- Kennicott, R. (1859). «Notes on Coluber calligaster of Say, and a description of new species of serpents in the collection of the North Western University of Evanston, Illinois». Acad. Nat. Sci. Phila. Proc. 1859: 98-100.
- Kennicott, R. (1861). «On three new forms of rattlesnakes». Proceedings of the Academy of Natural Sciences of Philadelphia 13: 206—208.